# The Grid
The Grid är en brittisk eurodancegrupp som bildades 1988. Den består av Richard Norris och Dave Ball, den senare känd från gruppen Soft Cell. Gruppen fick sin första framgång med debutsingeln "Floatation" 1990 och skördade sedan framgångar, främst i Europa och Asien, med låtar som "Swamp Thing", "Texas Cowboys", "Rollercoaster", "Cybernetic" och "Crystal Clear".
1996 lade Norris och Ball gruppen på is och satsade på andra musikprojekt – Norris med The Droyds och Ball med en återförening av Soft Cell. The Grid återförenades 2003.

## Medlemmar
Nuvarande medlemmar
- Richard Norris (f. 23 juni 1965 i London) – keyboard, trumprogrammering
- David Ball (f. 3 maj 1959 i Blackpool, Lancashire) – keyboard, programmering

Tidigare medlemmar
- Sacha Rebecca Souter (f. 26 november 1963 i Durham, County Durham) – sång

## Diskografi

### Studioalbum
- Electric Head (1990)
- 456 (1992)
- Evolver (1994)
- Doppelgänger (2008)

### Samlingsalbum
- Music for Dancing (1995)

### Singlar
- "On the Grid" (1989)
- "Intergalactica" (1989)
- "Floatation" (1990)
- "A Beat Called Love" (1990)
- "Origins of Dance" (1990) (med Timothy Leary)
- "Boom!" (1991)
- "Figure of 8" (1992)
- "Heartbeat" (1992)
- "Crystal Clear" (1993)
- "Texas Cowboys" (1993)
- "Swamp Thing" (1993)
- "Rollercoaster" (1994)
- "Texas Cowboys" (1994, återutgivning)
- "Diablo" (1995)
- "Slammer" / "Slinker" (2006)
- "Put Your Hands Together" (2007)